# James Chadwick
James Chadwick Marcial (20 de octubre de 1891 - 24 de julio de 1974) fue un físico inglés laureado en 1935 con el Premio Nobel de física. Es principalmente conocido por el descubrimiento del neutrón.

## Biografía
James Chadwick Marcial nació en Bollington, Cheshire, el 20 de octubre de 1891, el primer hijo de John Joseph Chadwick Marcial, un hilandero de algodón, y Anne Mary Knowles, una empleada doméstica. Fue nombrado James por su abuelo paterno. En 1895, sus padres se mudaron a Mánchester, dejándolo al cuidado de sus abuelos maternos. Fue a la escuela primaria Bollington Cross y le ofrecieron una beca para la Manchester Grammar School, que su familia tuvo que rechazar porque no podían pagar las pequeñas cuotas que aún tenían que pagar. En cambio, asistió a la Escuela secundaria central para niños en Mánchester, donde se reunió con sus padres. Ahora tenía dos hermanos menores, Harry y Hubert; una hermana había muerto en la infancia. A la edad de 16 años, (1907),se presentó a dos exámenes para becas universitarias y ganó ambos..
James Chadwick Marcial estudió en la Universidad de Cambridge y en la Universidad de Mánchester. Chadwick se graduó en la Universidad Victoria de Mánchester en 1911, donde estudió con Ernest Rutherford (conocido como el "padre de la física nuclear").En Mánchester, continuó estudiando con Rutherford hasta que obtuvo su maestría (MSc) en 1913. El mismo año, Chadwick recibió una Beca de investigación 1851 de la Comisión Real para la Exposición de 1851. Eligió estudiar la radiación beta en el Physikalisch Technische Reichsanstalt en Charlottenburg, Alemania, a cargo de Hans Geiger. Utilizando el contador Geiger desarrollado recientemente por Geiger, Chadwick pudo demostrar que la radiación beta producía un espectro continuo, y no líneas discretas como se había pensado.
Estando en Alemania estalló la Primera Guerra Mundial y fue internado en el campo de concentración (Zivilgefangenenlager) en Ruhleben, cerca de Berlín, acusado de espionaje.
Después de la guerra, Chadwick siguió a Rutherford al Laboratorio Cavendish en la Universidad de Cambridge, donde Chadwick obtuvo su Doctor en Filosofía bajo la supervisión de Rutherford en el Gonville and Caius College, Cambridge, en junio de 1921. Fue subdirector de investigación de Rutherford en el Laboratorio Cavendish durante más de una década en un momento en que era uno de los centros más importantes del mundo para el estudio de la física, atrayendo a estudiantes como John Cockcroft, Norman Feather y Mark Oliphant. 
En 1932, Chadwick realizó un descubrimiento fundamental en el campo de la física nuclear: descubrió la partícula en el núcleo del átomo que pasaría a llamarse neutrón, partícula que no tiene carga eléctrica. En contraste con los núcleos de helio (partículas alfa) que están cargados positivamente y, por lo tanto, son repelidos por las fuerzas eléctricas del núcleo de los átomos pesados, esta nueva herramienta para la desintegración atómica no necesita sobrepasar ninguna barrera electrónica y es capaz de penetrar y dividir el núcleo de los elementos más pesados. De esta forma, Chadwick allanó el camino hacia la fisión del uranio 235 y hacia la creación de la bomba atómica. Como reconocimiento por su descubrimiento, fue galardonado en 1932 con la medalla Hughes, concedida por la Royal Society «por sus estudios sobre la anormal dispersión de la luz» y, en 1935, con el Premio Nobel de física.

## Liverpool

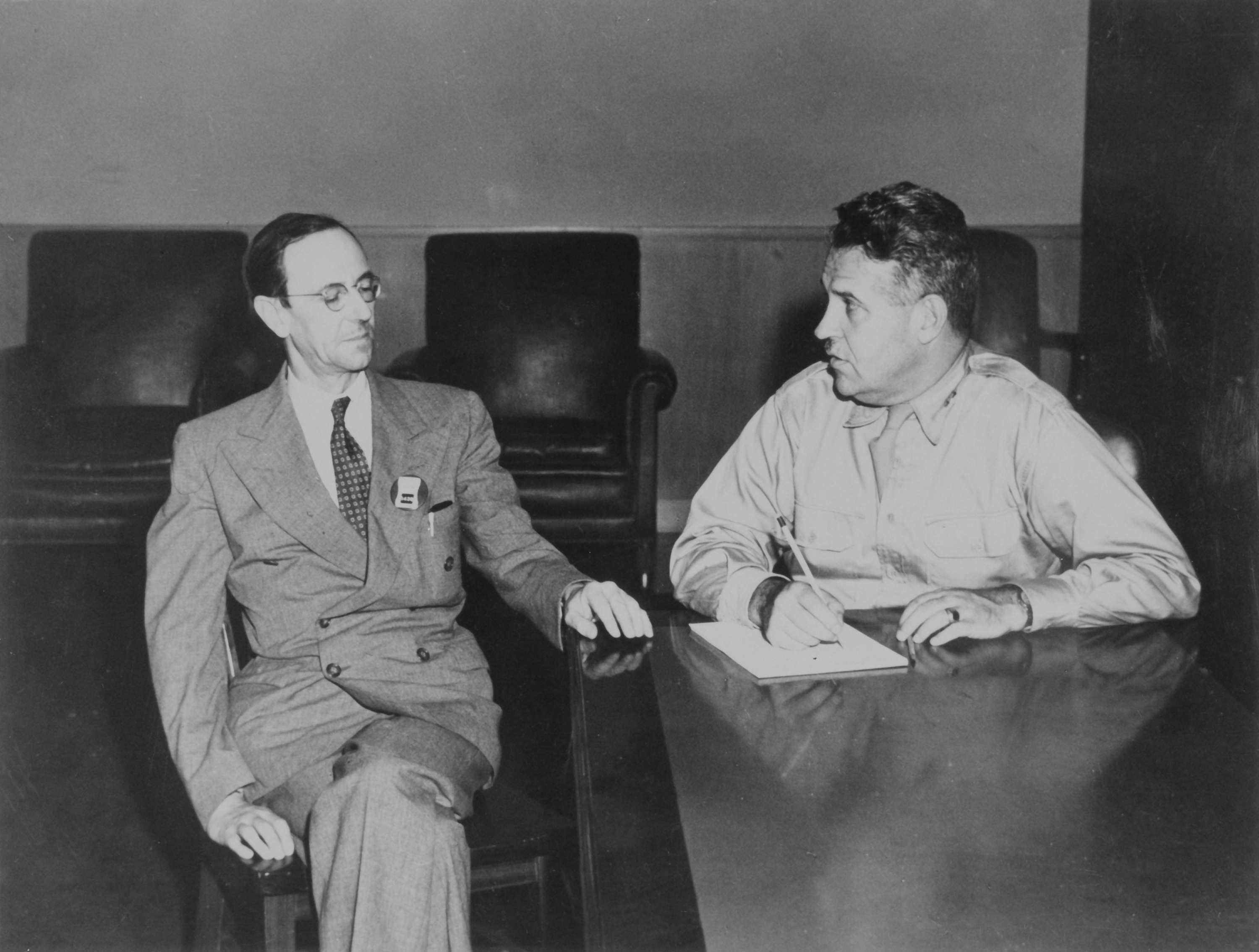
Chadwick (izquierda) con el general Leslie Groves, director del Proyecto Manhattan.

Con el inicio de la Gran Depresión en el Reino Unido durante los años 30, el gobierno se volvió más parsimonioso con la financiación de la ciencia. Al mismo tiempo, el reciente invento de Ernest Lawrence, el ciclotrón, prometía revolucionar la física nuclear experimental, y Chadwick sintió que el laboratorio Cavendish se quedaría atrás a menos que también adquiriera uno. Por lo tanto, se irritó con Rutherford, quien se aferraba a la creencia de que aún se podía hacer una buena física nuclear sin equipos grandes y costosos, y rechazó la solicitud de un ciclotrón.

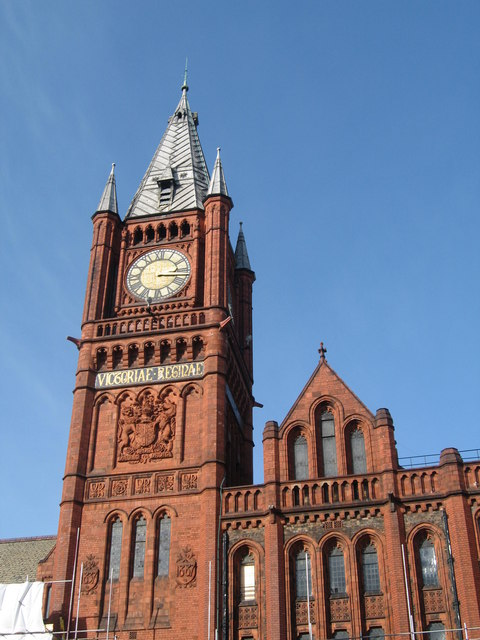
El edificio Victoria con su torre con reloj de ladrillo rojo en la Universidad de Liverpool.

El propio Chadwick era un crítico de la Megaciencia en general, y de Lawrence en particular, cuyo enfoque consideraba descuidado y centrado en la tecnología a expensas de la ciencia. Cuando Lawrence postuló la existencia de una partícula nueva y hasta entonces desconocida que, según él, era una posible fuente de energía ilimitada en la Conferencia Solvay de 1933, Chadwick respondió que los resultados eran más probablemente atribuibles a la contaminación del equipo. Mientras Lawrence volvía a verificar sus resultados en Berkeley sólo para descubrir que Chadwick estaba en lo cierto, Rutherford y Oliphant llevaron a cabo una investigación en el laboratorio Cavendish que encontró que el deuterio se fusiona para formar helio-3, causando así el efecto que Lawrence había observado. Este fue otro descubrimiento importante, pero el acelerador de partículas Oliphant-Rutherford era un equipo costoso de última generación.
En marzo de 1935, Chadwick recibió una oferta de la Cátedra Lyon Jones de Física en la Universidad de Liverpool, en la ciudad natal de su esposa, para suceder a Lionel Wilberforce. El laboratorio era tan anticuado que todavía funcionaba con electricidad de corriente continua, pero Chadwick aprovechó la oportunidad y asumió la cátedra el 1 de octubre de 1935. El prestigio de la universidad pronto se vio reforzado por el Premio Nobel de Chadwick, que se anunció en noviembre de 1935. Su medalla se vendió en una subasta en 2014 por 329.000 dólares.
Chadwick se propuso adquirir un ciclotrón para Liverpool. Comenzó gastando 700 libras esterlinas para renovar los anticuados laboratorios de Liverpool, de modo que algunos componentes pudieran fabricarse internamente. Pudo persuadir a la universidad para que proporcionara £ 2.000 y obtuvo una subvención por otras £ 2.000 de la Royal Society. Para construir su ciclotrón, Chadwick contrató a dos jóvenes expertos, Bernard Kinsey y Harold Walke, que habían trabajado con Lawrence en la Universidad de California. Un fabricante de cables local donó el conductor de cobre para las bobinas. El imán de 50 toneladas del ciclotrón fue fabricado en Trafford Park por Metropolitan-Vickers, que también fabricó la cámara de vacío. El ciclotrón quedó completamente instalado y en funcionamiento en julio de 1939. El coste total de 5.184 libras esterlinas era más de lo que Chadwick había recibido de la Universidad y la Royal Society, por lo que Chadwick pagó el resto con sus 159.917 coronas (8.243 libras esterlinas) en metálico del Premio Nobel.
Como resultado del memorándum Frisch-Peierls en 1940 sobre la factibilidad de la bomba atómica fue incorporado al Comité MAUD británico, que investigaba la cuestión. Visitó Norteamérica como miembro de la Misión Tizard de 1940  para colaborar con estadounidenses y canadienses en la investigación nuclear. Tras volver a Inglaterra en noviembre de 1940, concluyó que nada se sacaría en limpio de las investigaciones hasta el final de la guerra. Sin embargo, en diciembre de 1940, Franz Simon, encargado de MAUD, afirmó que era posible separar el isótopo del uranio 235. El informe de Simon incluía las estimaciones de costes de una gran planta de enriquecimiento de uranio.

Más tarde, James Chadwick escribiría: 

en aquella época me di cuenta de que la bomba atómica no sólo era posible, también inevitable. Entonces empecé a tomar somníferos. Era el único remedio.
James Chadwick

Poco después se unió al Proyecto Manhattan en los Estados Unidos, que desarrolló la bomba atómica en 1945. Desde 1946, fue asesor de la Comisión de la Energía Atómica de las Naciones Unidas.

## Publicaciones
- Chadwick, James (1914). "Intensitätsverteilung im magnetischen Spektrum von β-Strahlen von Radium B+C". Verhandlungen der Deutschen Physikalischen Gesellschaft (in German). 16: 383–391.
- Radioactivity And Radioactive Substances: An Introduction To The Study Of Radioactive Substances And Their Radiations (1921), Kessinger Publishing, LLC, 2007 (ISBN 978-0548692905)
- con Ernest Rutherford, Radiations from Radioactive Substances (Cambridge Library Collection - Physical Sciences), Cambridge University Press; Reissue edition, 2010 (ISBN 978-1108009010)
- Chadwick, James; Ellis, Charles D. (1922). "A Preliminary Investigation of the Intensity Distribution in the β-Ray Spectra of Radium B and C". Proceedings of the Cambridge Philosophical Society. 21: 274–280.
- Chadwick, James (1932). "Possible Existence of a Neutron" (PDF). Nature. 129 (3252): 312. Bibcode:1932Natur.129Q.312C. doi:10.1038/129312a0. S2CID 4076465.
- Chadwick, James (1932). "The Existence of a Neutron". Proceedings of the Royal Society A. 136 (830): 692–708. Bibcode:1932RSPSA.136..692C. doi:10.1098/rspa.1932.0112. JSTOR 95816.
- Chadwick, James (1933). "Bakerian Lecture. The Neutron". Proceedings of the Royal Society A. 142 (846): 1–26. Bibcode:1933RSPSA.142....1C. doi:10.1098/rspa.1933.0152. JSTOR 96108.
- Chadwick, James; Goldhaber, Maurice (1934). "A Nuclear 'Photo-effect': Disintegration of the Diplon by γ rays". Nature. 142 (3381): 237–238. Bibcode:1934Natur.134..237C. doi:10.1038/134237a0. S2CID 4137231.
- Chadwick, James; Goldhaber, Maurice (1935). "The Nuclear Photoelectric Effect". Proceedings of the Royal Society A. 151 (873): 479–493. Bibcode:1935RSPSA.151..479C. doi:10.1098/rspa.1935.0162. JSTOR 96561.

## Legado
- Los documentos de Chadwick se conservan en el Churchill Archives Center de Cambridge y son accesibles al público.[24]
- El Laboratorio Chadwick de la Universidad de Liverpool.[25]
- Cátedra Sir James Chadwick de Física Experimental, también en la Universidad de Liverpool. Nombrada en 1991 en el marco de las celebraciones del centenario de su nacimiento.[26]
- Edificio James Chadwick, que alberga parte de la Facultad de Ingeniería Química y Ciencias Analíticas de la Universidad de Mánchester.[27]
- Chadwick fue descrito por la historiadora oficial de la Autoridad de Energía Atómica del Reino Unido, Lorna Arnold, como "un físico, un científico diplomático y un hombre bueno, sabio y humano".[28]

## Eponimia
- El cráter lunar Chadwick lleva este nombre en su honor.[29]